# Gerhard Reinhold
Gerhard Reinhold (* 24. Juni 1895 in Obereisenheim; † 2. Juni 1963 in Erlangen) war ein deutscher Forstwissenschaftler.

## Leben
Er studierte ab 1913 Forstwissenschaft in München. 1920 legte er die forstliche Hochschulprüfung, 1922 die große Forstliche Staatsprüfung ab. 1923 wurde er wissenschaftliche Hilfskraft an der Bayerischen Forstlichen Versuchsanstalt München und Assistent an der Universität München. 1926 folgte die Promotion zum Dr. oec. publ., 1927 die Habilitation am dortigen Institut für Forstpolitik, Forstverwaltung, Forstgeschichte und Forststatistik. Von 1928 bis 1930 war er Privatdozent als Regierungsforstrat. Ab 1931 lehrte er als Professor für Forstpolitik, Forstgeschichte und Forstverwaltung an der Universität Gießen. Von 1939 bis 1949 war Gerhard Reinhold Leiter der Forstlichen Versuchsanstalt Gießen, unterbrochen durch Einsätze im Zweiten Weltkrieg. Nach Kriegsende kehrte er an die Universität zurück und wurde nach deren Schließung 1946 Prorektor der neugegründeten Hochschule für Bodenkultur und Veterinärmedizin Gießen. In den Jahren 1947 und 1948 war er dort Dekan der Landwirtschaftlichen Fakultät und verstarb kurz vor seiner Emeritierung.

## Schriften (Auswahl)
- Die Bedeutung der Gesamtwuchsleistung an Baumholzmasse für die Beurteilung der Standorts- und Bestandsgüte: dargestellt an den Ergebnissen bayerischer und anderer Versuchsflächen verschiedener Holzarten, München 1926, OCLC 53416361.
- Die Papierholzversorgung. Mit 8 Zeichnungen und 5 Karten. C. Hofmann: Berlin 1927, OCLC 1227105607. (Habilitationsschrift)
- Forstlicher Zinsfuß und Rentabilität der Forstwirtschaft; in: Landwirtschaftliche Forschungen. Landwirtschaftliche Jahrbücher (1930/1931).
- Grundriß der forstlichen Betriebswirtschaftslehre. P. Parey: Berlin 1931, OCLC 612349253.
- Die mit landwirtschaftlichen Betrieben verbundenen Forsten im Deutschen Reich. Auf Grund der landwirtschaftlichen Betriebszählung 1925 zusammengestellt und besprochen, 1932.
- Die Forst- und Holzwirtschaft im Großdeutschen Reich, 1939.
- mit Max Rolfes: Zur Geschichte der Landwirtschaftswissenschaft an der Ludwigs-Universität und der Justus Liebig-Hochschule Gießen, in: Ludwigs-Universität, Justus-Liebig-Hochschule. 1607-1957, Festschrift zur 350-Jahrfeier, Schmitz: Gießen 1957, S. 347-367. pdf
- Die Geschichte der Forstwissenschaft an der Universität Gießen, in: Ludwigs-Universität, Justus-Liebig-Hochschule. 1607-1957, Festschrift zur 350-Jahrfeier, Schmitz: Gießen 1957, S. 368-374. pdf

## Sekundärliteratur
- Eberhard Gerhardt: Gerhard Reinhold †, in: Nachrichten der Gießener Hochschulgesellschaft 32 (1963), S. 21–24 Nachruf inkl. Porträt als pdf
- Eberhard Gerhardt: Gerhard Reinhold (1895-1963). Forstwissenschaftler, in: Hans Georg Gundel, Peter Moraw, Volker Press (Hg.): Gießener Gelehrte in der ersten Hälfte des 20. Jahrhunderts. Lebensbilder aus Hessen Band 2, 2. Teil (= Veröffentlichungen der Historischen Kommission für Hessen in Verbindung mit der Justus-Liebig-Universität Gießen, Band 35), Elwert: Marburg 1982, S. 755-760. online lesen im DFG-Viewer